# Силы правопорядка Исламской Республики Иран
Силы правопорядка Исламской Республики Иран, сокр. СПИРИ (перс. نیروی انتظامی جمهوری اسلامی ایران‎ / Nīrūye entezāmīye Jomhūrīye Eslāmīye Īrān) — правоохранительный орган Исламской Республики Иран, находится под контролем Министерства внутренних дел Исламской Республики Иран и Генерального штаба вооружённых сил Исламской Республики Иран.
Силы правопорядка Исламской Республики Иран (СПИРИ) предназначены для защиты жизни, здоровья, прав и свободы граждан Исламской Республики Иран, иностранных граждан, лиц без гражданства; для противодействия преступности, охраны общественного порядка, собственности и для обеспечения общественной и государственной безопасности.
Силы правопорядка Исламской Республики Иран были созданы 1 апреля 1991 года, в результате упразднения и объединения существовавших до этого в Иране трёх правоохранительных органов: Шахрбани, Жандармерии Ирана и Комитетов Исламской революции.
17% сотрудников иранской полиции составляют женщины.
Силы правопорядка Исламской Республики Иран имеют несколько подразделений и отделов. Основные отделы:
- Полиция разведки и общественной безопасности
- Назидательный патруль СПИРИ
- Полиция по предупреждению преступности Ирана[англ.]
- Дорожная полиция СПИРИ
- Антинаркотическая полиция СПИРИ
- Антитеррористические силы полиции СПИРИ
- Киберполиция Ирана[англ.]
- Иммиграционная полиция Ирана[англ.]
- Дипломатическая полиция Ирана[англ.]
- Полиция уголовного розыска СПИРИ
- Охранная полиция Ирана[англ.]
- Туристическая полиция СПИРИ
- Полиция по расследованию преступлений Ирана[англ.]
- Служба пограничной охраны Ирана[англ.]
- Спецподразделение полиции Ирана[англ.]
- Центр стратегических исследований правоохранительных органов СПИРИ

## Транспортные средства
Основную часть автопарка СПИРИ составляют автомобили модели Iran Khodro, производимые в Иране. Также достаточно автомашин моделей и марок у СПИРИ являются Iran Khodro Samand, Iran Khodro Dena, Iran Khodro Runna, Paykan, Peugeot Pars,Peugeot 207, Peugeot 405, Peugeot 407, Nissan Teana, Citroen Xentia, Renault Mégane, Mitsubishi Pajero, Nissan Xterra, Toyota Land Cruiser, Toyota Hilux, Volkswagen Transporter, Suzuki Vitara, Kia Forte, Mercedes-Benz C-класс, Mercedes-Benz W211 и др.